# NTTドコモUSA
NTTドコモUSA（エヌティティドコモ ユーエスエー）は、米国内で事業を展開しているNTTドコモグループの企業。通称ドコモUSA。

## 概要
アメリカにおいて、在米日本人や米国への長期出張者向けのMVNOサービス 「DOCOMO USA Wireless」や在米日本人向け携帯電話取次販売サービス、NTTドコモの市場調査業務、米国を含む海外駐在員向けBlackBerry用日本語化メーラーを中心としたサービス「ナミメール」、Wi-Fiコネクションサービス「ナミキテル」の販売を中心に行っている。
事業所はニューヨーク本社、ロサンゼルス、のほかに、ワシントンD.C.、ホノルルにある。
また子会社に、米国におけるドコモの研究開発拠点であるDOCOMO Communication Laboratories USA, Inc.（本社：カリフォルニア州パロアルト）がある。

## DOCOMO USA Wireless

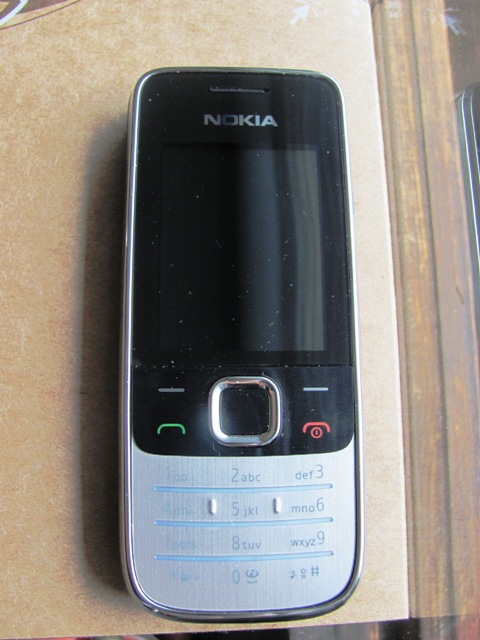
対応端末NOKIA 2730

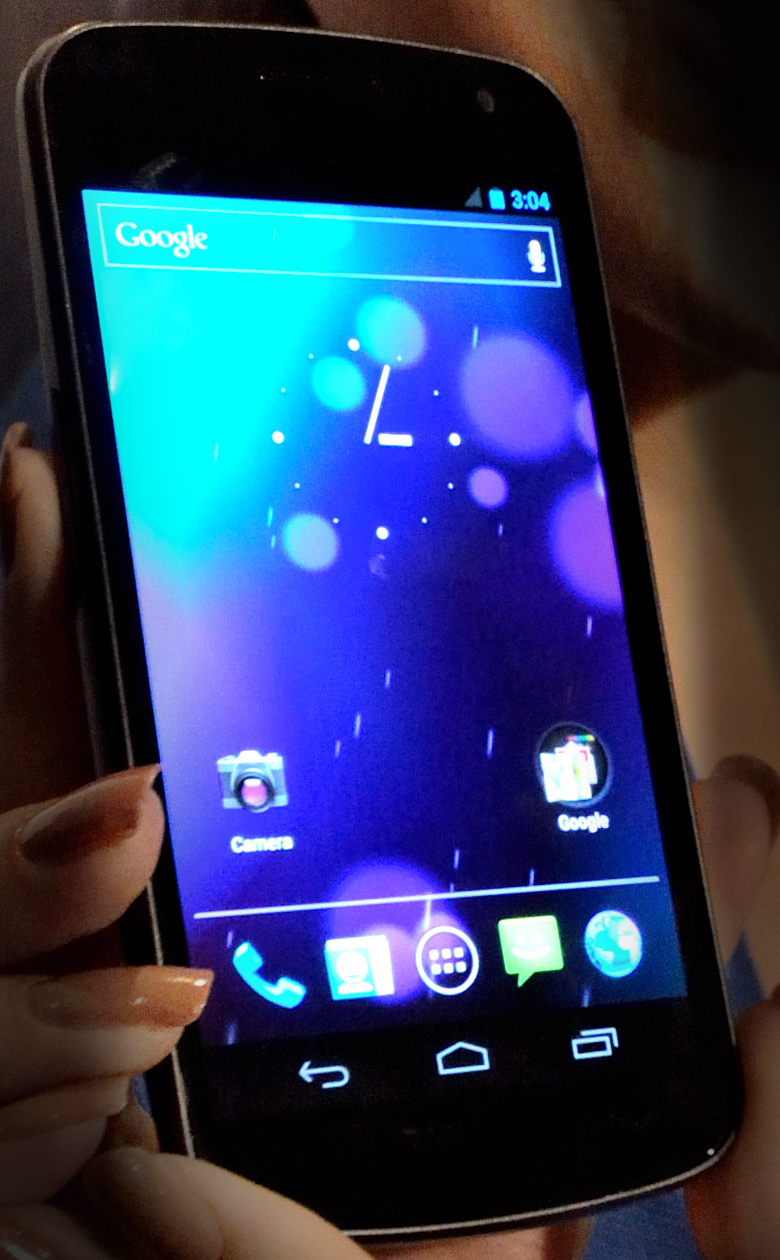
Galaxy Nexus

NTTドコモUSAでは、元々次章のとおり、在米日本人向けに日本語での携帯電話取次販売サービス を実施していた。ただこれはT-Mobile USA社の取次ぎサービスであった。しかし2011年4月6日より、DOCOMO USA Wirelessという名称でサービスを提供開始、更に2013年10月にT‐Mobile US, Inc. (以下T‐Mobile)と協業し、在米者向け携帯電話サービスDOCOMO USA Wirelessをリニューアルした新サービスの提供を開始した。
新サービスの特徴は、月額使用料15 ドル から利用可能な従来の通話プランに加え、音声、データ、SMS が定額となる使い放題パックや、ファミリー間の通話が無料になるファミリープランなどの新しい料金プラン。また、ドコモUSA がT‐Mobile の4G ネットワークを使用することにより、今まで以上に幅広いエリアで高速データ通信が可能になった。更に国際ローミングサービスが世界の186 の国・地域で利用できるようになった。端末では、日本でも好評を得たソニーモバイルのSony Xperia™ Z などハイエンドスマートフォンがラインナップに加わった。
契約は下記の「ドコモ サポートデスク ロサンゼルス」と「ドコモ サポートデスク ニューヨーク」「ドコモUSAストア ニュージャージー」「ドコモ サポートデスク サンノゼ」」「ドコモ サポートデスク シカゴ」「ドコモ ワールドカウンター ハワイ」で行うことができる他、ホームページからも申し込みが出来る。「ドコモ サポートデスク ニューヨーク」は、紀伊國屋書店内、「ドコモ ワールドカウンター ハワイ」はワイキキ・ショッピング・プラザ内、その他は、日本食先端のショッピングセンターである、ミツワマーケットプレイス内にある。
また日本でもDOCOMO USA Wireless取り扱いドコモショップ、空港のドコモ　ワールドカウンター（成田第1・成田第2・羽田・中部・関空）、ホームページで出発前に契約できる。また日本語対応の24時間対応のコールセンターでサポートを受けることができる。
尚、米国での社会保障番号や米国でのクレジットヒストリーを持たない人でも、パスポートとクレジットカードで後払い契約を行うことができる。

### 料金
DOCOMO USA Wireless料金の特徴としては、日本へ向けた国際発信や、日本での国際ローミング料金が安く設定されている他、日本の固定電話向け国際発信について無料通話分を充当することができる。日本の固定電話向け国際発信については、国際電話料金が無料なので、無料通話分超過後も、米国内通話と同じ料金で電話がかけられる。また家族で複数台契約する場合など、+15ドルを支払えば、主回線と同じ料金プランが使えるほか、無料通話分を分け合え、さらに家族間は無料で通話ができる。使い放題パックは、月額$65で米国内通話、データ通信、テキストメールが無制限で使え、さらに日本の固定電話向けに100分無料で通話ができる。

### 取扱い端末
- SONY Xperia Z1
- SONY Xperia Z
- SONY Xperia L
- SONY Xperia M
- Samsung t259

https://www.docomousawireless.com/keitaidenwa/

#### 通話料
| 料金プラン | 基本料  | 無料通話分 | 無料通話分                | 無料通話分              | 無料通話分   | ファミリー回線    | ファミリー回線             |
| 料金プラン | 基本料  | 無料通話分 | 無料通話超過料 （米国内） | 日本への 無料通話分適用 | 翌月くりこし | 月額料金          | 回線追加上限数             |
| ---------- | ------- | ---------- | ------------------------- | ----------------------- | ------------ | ----------------- | -------------------------- |
| トークSS   | 15ドル  | 100分      | 1分あたり0.25ドル         | ○                       | ○            | -                 | -                          |
| トークS    | 30ドル  | 250分      | 1分あたり0.19ドル         | ○                       | ○            | 1回線あたり15ドル | 最大＋1回線（計2回線まで） |
| トークM    | 50ドル  | 500分      | 1分あたり0.17ドル         | ○                       | ○            | 1回線あたり15ドル | 最大＋2回線（計3回線まで） |
| トークL    | 65ドル  | 750分      | 1分あたり0.15ドル         | ○                       | ○            | 1回線あたり15ドル | 最大＋3回線（計4回線まで） |
| トークLL   | 125ドル | 1500分     | 1分あたり0.13ドル         | ○                       | ○            | 1回線あたり15ドル | 最大＋4回線（計5回線まで） |

日本の携帯電話宛通話料金- 1分あたり0.2ドル追加となる。

#### データオプション
| データ通信（電子メール、WEB、MMS） | データ通信（電子メール、WEB、MMS） | データ通信（電子メール、WEB、MMS） | データ通信（電子メール、WEB、MMS） | データ通信（電子メール、WEB、MMS） |
| データオプション名称               | 月額料金                           | データ無料通信分                   | データ無料通信分超過料金           |                                    |
| ---------------------------------- | ---------------------------------- | ---------------------------------- | ---------------------------------- | ---------------------------------- |
| （プランに加入しない場合）         | 0ドル                              | -                                  | 1KBあたり0.0015ドル                |                                    |
| データ30                           | 10ドル                             | 30MB                               | 1KBあたり0.0008ドル                |                                    |
| データ50                           | 15ドル                             | 50MB                               | 1KBあたり0.0008ドル                |                                    |
| データ500                          | 20ドル                             | 500MB                              | 1KBあたり0.000117ドル              |                                    |

その他にBlackBerryを使う場合はBlackBerry接続オプション、その他モバイルWEBサービスを使う場合などISP契約オプションが必要となる。

### 国際ローミング
DOCOMO USA Wirelessにおける国際ローミングでは、日本だけでなくアジア、アフリカ、オセアニア、ヨーロッパ、中東、中南米、北米など2013年10月時点で185カ国で利用が可能となっている。
| 日本国内で利用される際の国際ローミング料金 | 日本国内で利用される際の国際ローミング料金 | 日本国内で利用される際の国際ローミング料金 | 日本国内で利用される際の国際ローミング料金 |
| ------------------------------------------ | ------------------------------------------ | ------------------------------------------ | ------------------------------------------ |
| 通話                                       | 発信                                       | 日本国内へ                                 | $1.20/分                                   |
| 通話                                       | 発信                                       | アメリカへ                                 | $1.20/分                                   |
| 通話                                       | 発信                                       | その他の国へ                               | $1.20/分                                   |
| 通話                                       | 着信料                                     | $1.20/分                                   | $1.20/分                                   |
| テキストメール                             | $0.25/通                                   | $0.25/通                                   | $0.25/通                                   |
| データ通信（パケット)                      | $0.0015/KB                                 | $0.0015/KB                                 | $0.0015/KB                                 |

| 日本以外で利用される際の国際ローミング料金 | 日本以外で利用される際の国際ローミング料金 | 日本以外で利用される際の国際ローミング料金 | 日本以外で利用される際の国際ローミング料金 |
| ------------------------------------------ | ------------------------------------------ | ------------------------------------------ | ------------------------------------------ |
| 通話                                       | 発信                                       | 滞在国内へ                                 | $1.69/分                                   |
| 通話                                       | 発信                                       | アメリカへ                                 | $1.99/分                                   |
| 通話                                       | 発信                                       | 日本へ                                     | $1.99/分                                   |
| 通話                                       | 発信                                       | その他の国へ                               | $1.99/分                                   |
| 通話                                       | 着信料                                     | $1.69/分                                   | $1.69/分                                   |
| テキストメール                             | $0.5/通                                    | $0.5/通                                    | $0.5/通                                    |
| データ通信（パケット)                      | 国ごとによる                               | 国ごとによる                               | 国ごとによる                               |

## 在米日本人向け携帯電話取次販売サービス
本サービスは、DOCOMO USA Wirelessをはじめる前から提供されていたサービスで、T-Mobile USAの販売代理店として、2008年11月より携帯電話端末及び携帯電話サービスの取次販売を開始した。さらに米国時間の2009年1月20日からは月払い方式へ販売対象を拡大した（携帯電話らくらく購入サービス）。T-Mobile USAのAndroid OS搭載携帯電話やBlackBerryを用いる事により、日本語メールの送受信も可能となっている。（下記、取扱い端末参照）
月額料金後払い方式PostPaidと月額料金前払い方式FlexPayの両方のタイプの料金プランを用意しており、PostPaidは米国のSSN及びクレジットヒストリーがなければ契約できないが、月額料金前払いのFlexPayの場合は、SSNが無くても日本国パスポートなどの提示で契約可能。
日本語対応のオペレーターのいるコールセンターでサポートをする。購入サポートの他に、料金プランの変更や携帯電話の譲渡、解約、紛失の際のT-Mobile USAとのサポートといったことができる。また、米国内のドコモ　サポートデスクでも、直接窓口で取り次ぎ販売の手続きを受けることが出来るようになった。

### 料金プラン
料金プランは、年間契約不要のEven More Plusと、2年間契約のEven Moreである。いずれのプランでも発信・着信相手がT-Mobile USAの携帯電話であれば24時間通話料無料になる。また、無料分数を複数回線で分け合えるファミリープランもある。以下の料金は、年間契約不要のEven More Plusの一例である。
| サービスプラン            | 月額基本使用料 | 無料通信分                          | 無料通話超過料                       | 備考        |
| ------------------------- | -------------- | ----------------------------------- | ------------------------------------ | ----------- |
| EvenMorePlus 500          | $29.99／月     | 500分の無料通話 夜間・週末かけ放題  | FlexPay→$0.20／分 PostPaid→$0.45／分 |             |
| EvenMorePlus 1000         | $39.99／月     | 1000分の無料通話 夜間・週末かけ放題 | FlexPay→$0.20／分 PostPaid→$0.45／分 |             |
| EvenMorePlus Unlimited    | $49.99／月     | 米国内通話無制限                    | -                                    |             |
| EvenMorePlus 500 Talk+Web | $54.99／月     | 500分の無料通話 夜間・週末かけ放題  | FlexPay→$0.20／分 PostPaid→$0.45／分 | Web使い放題 |

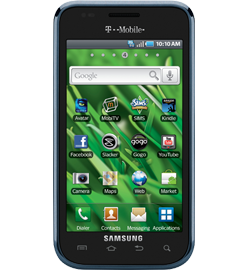
Samsung Vibrant

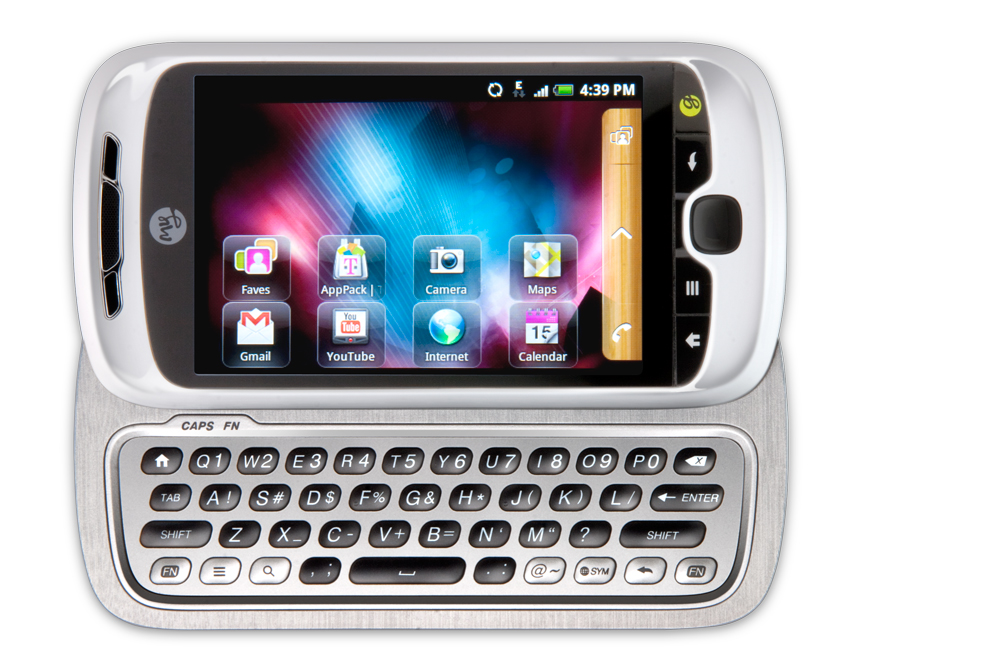
myTouch3G Slide

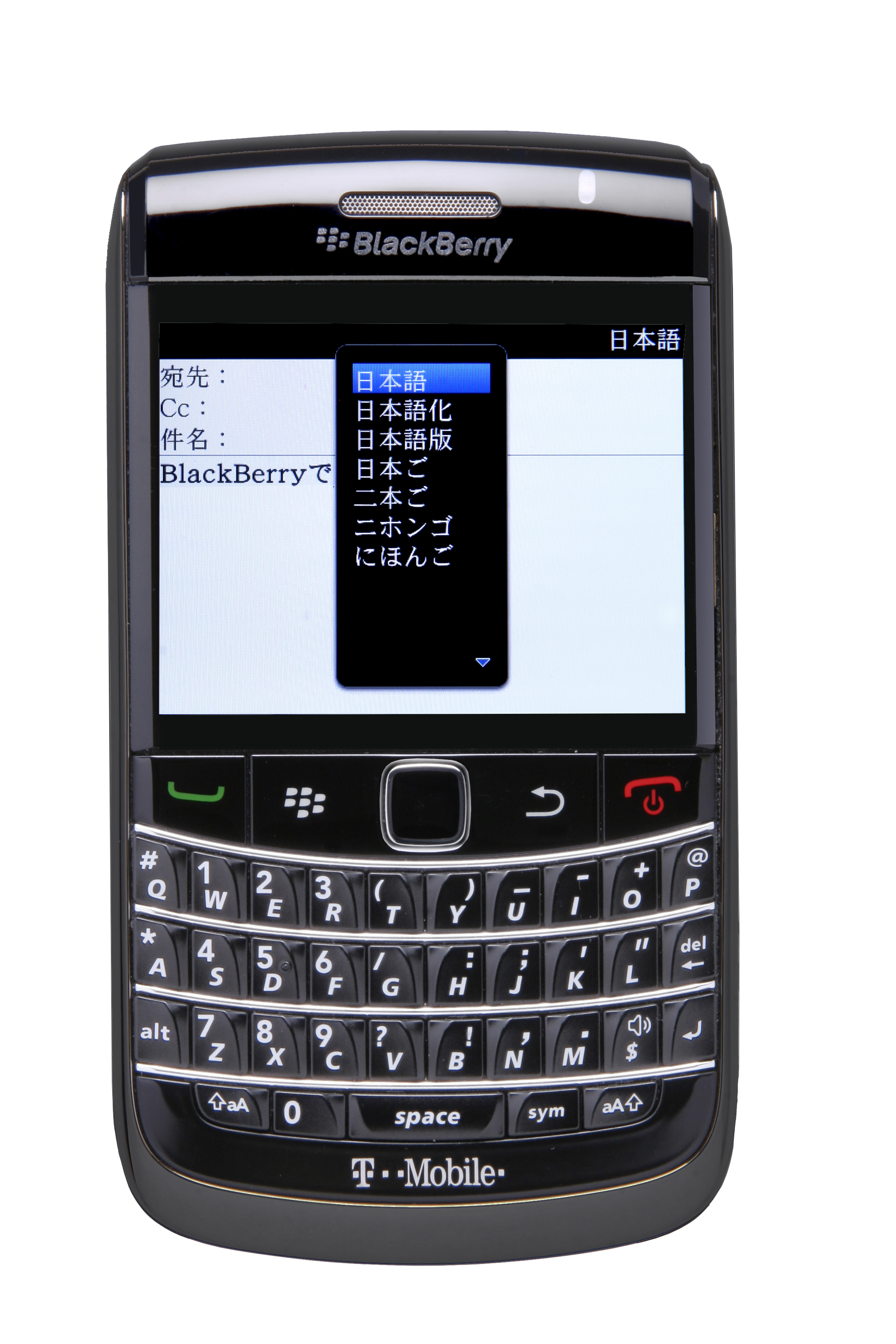
BlackBerry Bold 9700

BlackBerry契約の場合は、Webプランが必要である。また、テキストメール無制限プランもある。

### 取扱い端末
大画面4インチタッチパネル搭載の「Samsung Vibrant」を、2010年9月1日より取り扱いを開始した。その他スマートフォンでは、タッチパネルとQWERTYキーボードを搭載した｢myTouch3G Slide｣、軽量コンパクトな「myTouch3G」や、日本でもドコモスマートフォンのラインアップである｢BlackBerry Bold 9700｣｢BlackBerry Curve 9300｣等、ラインアップが充実している。Samsung VibrantやmyTouch3G各機種の場合、アンドロイドマーケットより日本語アプリケーションをダウンロードする事により、日本語入力が可能になる。また、BlackBerryは、メニューやメールの入力等も、全て日本語対応として販売されている。その他、音声やSMSに特化した機種も、複数取り扱っている。

## ドコモ サポートデスク
直営店舗が4店舗ある。そこでは、 DOCOMO USA Wirelessや携帯電話取次販売サービスの店頭受付のほかに以下のサポートも行っている。
- 短期渡航者のサポート業務として、WORLD WING携帯電話の無料充電サービス、操作方法の説明や米国内での盗難・紛失のサポート。
- 日本への帰国が決まった米国在留者や米国赴任者に対する、ドコモ携帯電話の料金や端末の説明、また帰国前事前受付サービスのサポート。

### 店舗
ドコモ サポートデスク ロサンゼルス
Mitsuwaマーケットプレイス　トーランス店内（21515 Western Ave. Torrance, CA 90501）
ドコモ サポートデスク ニューヨーク
ニューヨーク紀伊國屋書店（1073 Avenue of the Americas, New York, NY 10018）地下1階
ドコモ サポートデスク ニュージャージー
Mitsuwaマーケットプレイス・ニュージャージー 三省堂店内　595 River Road, Edgewater, NJ 07020
ドコモ サポートデスク サンノゼ
Mitsuwaマーケットプレイス・サンノゼ店内　675 Saratoga Avenue, San Jose, CA 95129